# Més enllà del bé i del mal
Més enllà del bé i del mal. Preludi d'una filosofia del futur és una obra de Friedrich Nietzsche publicada el 1886. Hi critica els conceptes morals tradicionals.
L'obra constitueix la transició del període creatiu mitjà de Nietzsche, més aviat poètic i positiu, a la seva obra posterior dominada pel pensament filosòfic. Això també s'expressa al subtítol de l'obra «Preludi d'una filosofia del futur». Més enllà del bé i del mal és com es pensava en temps prehistòrics, quan les accions es jutjaven pel seu efecte. En canvi, la moralitat es produeix quan les accions són jutjades per la seva intenció. La proposta de Nietzsche és tornar a la perspectiva dels temps premorals. Cercava una moral que anés més enllà de les normes i valors existents i no estigués lligada a la tradició històrica influenciada per la religió judeocristiana. La seva alternativa és una nova filosofia de la «immoralitat» que està lligada a les respectives perspectives de la persona. Això ho va combinar amb el concepte de voluntat de poder, que és el principi que determinaria totes les persones i tota la natura. Al mateix temps, Nietzsche va fer una crítica fonamental a la societat del seu temps, de la qual va exigir una revalorització de tots els valors, que es basessin en la voluntat de poder i en una vida noble.

## Influència
El filòsof austríac Rudolf Steiner va conèixer Nietzsche el 1889. Va tenir accés a la seva obra a través del Més enllà del bé i del mal i va estar d'acord amb molts dels seus pensaments. Va comentar: «Més enllà del bé i del mal va ser el primer llibre que vaig llegir-ne. A la vegada em va captivar i em va repugnar aquesta manera de veure les coses. Em va costar portar-me bé amb Nietzsche. Em va encantar el seu estil i audàcia, però no m'agradava la manera en què Nietzsche tractava dels problemes més profunds sense aprofundir conscientment en l'experiència espiritual».
A Philosophie des Als Ob, Hans Vaihinger es referí directament al ficcionalisme de Nietzsche en el seu capítol final, que porta per títol: «Nietzsche i la seva doctrina d'aparença volguda conscientment (La voluntat d'aparició)».
Psicoanalistes van discutir la importància de Nietzsche per al seu àmbit a l'Associació Psicoanalítica de Viena a principis del segle xx. Alfred Adler va afirmar el 1908 que «de tots els grans filòsofs que han deixat alguna cosa enrere, Nietzsche és el més proper a la nostra manera de pensar». Sigmund Freud va escriure el 1910:
| « | Diversos autors han apreciat la influència dels factors actius en la memòria i, més o menys clarament, reconeixen la contribució que fa en l'esforç per a defensar-se del disgust. Tanmateix, cap de nosaltres no va ser capaç de presentar el fenomen i la seva justificació psicològica de manera tan exhaustiva i impressionant com Nietzsche en un dels seus aforismes de Més enllà del bé i del mal: «Vaig fer això, diu la meva "memòria". No ho hauria d'haver fet, diu el meu orgull i segueix essent ferm. La memòria finalment cedeix». | » |

Tanmateix, Freud va criticar l'enfocament d'Adler per considerar la sexualitat com un factor de la voluntat de poder perquè aquesta visió del món no tenia en compte el factor amorós.
| « | La imatge de la vida que emergeix del sistema d'Adler es basa íntegrament en l'instint d'agressió. Hom es podria sorprendre que una visió del món tan desoladora rebés atenció, però no s'ha d'oblidar que la humanitat, subjugada pel jou de les seves necessitats sexuals, està preparada per acceptar-ho tot si només es pot "superar la sexualitat". | » |

Les declaracions aïllades de Nietzsche van ser utilitzades arbitràriament per a fonamentar la ideologia nazi, malgrat la manifestació general contrària. Això també incloïa la tesi de la «moral dels esclaus» jueus elaborada a Més enllà del bé i del mal, tot i que el fet que el cristianisme, segons Nietzsche, només havia enfortit la idea d'equilibri social, va ser deliberadament ignorada. Es va afirmar que Nietzsche volia enfortir la via alemanya i que era un pioner de la idea racial. D'altra banda, hi havia nacionalsocialistes que havien reconegut l'hostilitat de Nietzsche cap a l'antisemitisme i que havien advertit d'utilitzar els seus escrits per a la seva pròpia ideologia.
Martin Heidegger va interpretar el concepte de voluntat de poder com una categoria metafísica bàsica. Això «no podia ser una qüestió de psicologia, ni tan sols una psicologia basada en la fisiologia». En canvi, Walter Kaufmann considera que «en la seva comprensió, la voluntat de poder és, sobretot, el concepte clau d'una hipòtesi psicològica». Wolfgang Müller-Lauter critica la interpretació de Heidegger de Nietzsche per haver oblidat la pluralitat de la voluntat de poder i per reduir-la a una a una noció inexistent. «El compromís de Heidegger amb Nietzsche roman limitat a aspectes que són productius per a la construcció de la història de la metafísica».
Arthur Coleman Danto va comentar la comprensió del llenguatge de Nietzsche: «pertany a una classe de pensadors molt interessants, inclosos Ernst Cassirer i Benjamin Lee Whorf, que es defineixen per la creença que nosaltres mateixos obtenim la nostra idea de l'estructura de la realitat a partir de l'estructura del nostre llenguatge, de manera que les diferents estructures de la realitat es basen en estructures gramaticals diferents i que, en conseqüència, un canvi de gramàtica implica també un canvi al món. El llenguatge és una presó i la millor manera d'escapar-se de la presó és reconèixer el caràcter de l'idioma».
Volker Gerhard va emfatitzar que el perspectivisme de Nietzsche té un paral·lelisme en la metafísica d'Alfred North Whitehead, en què cada subjecte com a organisme assumeix la seva pròpia perspectiva subjectiva, al mateix temps que forma part de la natura en la totalitat de totes les perspectives.
Per a Friedrich Kaulbach, el perspectivisme de Nietzsche resulta en una reivindicació diferent de la veritat. Nietzsche no va preguntar sobre la veritat del coneixement, sinó més aviat sobre la «veritat del significat». Va presentar «l'esborrany de la perspectiva d'un món en el qual es pot reconèixer una vida i la seva posició de ser, que requereixen aquesta perspectiva».
John Richardson va assenyalar que el perspectivisme de Nietzsche pressuposa una ontologia, ja que hi ha d'haver algú o alguna cosa, un ésser, que prengui la perspectiva. Va considerar que l'interpretacionisme de Nietzsche implica que tots els centres de força del món interpreten i, per tant, adopten una perspectiva. Així, tot instint es dirigeix cap a un objectiu. La voluntat de poder es pot entendre com un patró d'activitat.
Giorgio Colli es va referir al motiu fàcilment ignorat de la «màscara», que Nietzsche va tractar de manera més incidental a Més enllà del bé i del mal. Tota filosofia és una filosofia en primer pla, és a dir, un judici ermità. Hi ha alguna cosa arbitrària en el fet que es va aturar aquí, va mirar enrere, va mirar al seu voltant, i no va aprofundir: «Tota filosofia també amaga una filosofia, cada opinió també és un amagatall, cada paraula també una màscara».(JGB 289) Nietzsche va exposar superficialment els antecedents històrics de la moralitat com a instrument de govern, dels errors dels filòsofs i del que és noble. De fet, estava preocupat per la constitució psicològica de l'home noble. «La interioritat original amb què un individu sent el món que l'envolta i reacciona en conseqüència, és el que interessa a Nietzsche». Segons Colli, l'elegant sorgeix a través de la distància, a través del patiment que separa. El senyor s'amaga en la solitud, ja que no permet als altres participar en el seu veritable pensament. En solitud l'home noble aconsegueix la neteja. La solitud el protegeix d'ofegar-se a la comunitat. El senyor no té necessitat, no té necessitat de presentar-se públicament. «Qualsevol que sigui noble no sent la necessitat de ser, qui sent la necessitat de ser-ho no és noble».

## Traducció al català
- Nietzsche, Friedrich Wilhelm. Més enllà del bé i del mal. Barcelona: Edicions 62, 2000. ISBN 84-297-4793-1.